# Nils Ehrenström
Nils Ehrenström, tidigare Ströman, född 21 januari 1641 i Småland, död 21 januari 1705 i Fliseryds församling, Kalmar län, var en svensk ämbetsman.

## Biografi
Nils Ehrenström föddes 1641 i Småland. Han var hopman över Oxenstiernska grevskapet Södermöre. Ehrenström blev 5 juli 1687 häradshövding i Norra Möre härad, Södra Möre härad, Stranda härad och Handbörds härad. Han adlades Ehrenström 21 mars 1692 och introducerades på Sveriges Riddarhus 1692 som nummer 1242. Ehrenström avled 1705 på Bankebergs gård i Fliseryds församling och begravdes i Fliseryds kyrka, där hans vapen sattes upp.
Han ägde gårdarna Bankebergs gård och Högsrum i Fliseryds socken.

### Familj
Ehrenström gifte sig första gången med Anna Dyk (död 1678). Hon var dotter till borgmästaren Göran Tyresson Dyk och Brita Grubbe i Linköping. De fick tillsammans barnen räntmästaren Israel Ehrenström (1672–1742), löjtnanten Nils Ehrenström (1675–1742), stadsmajoren Arvid Ehrenström (död 1724), Höran Ehrenström, Brita Ehrenström som var gift med inspektoren Johan Jakobsson, Agneta Ehrenström, Agneta Ehrenström som var gift med inspektoren Spens Bergman och Christina Ehrenström som var gift med proviantmästaren Johan Törneboum och kompaniskrivaren Peter Amberg.
Ehrenström gifte sig andra gången med Maria Torstensdotter. Hon var änka efter Scharin. Ehrenström och Maria Torstensdotter fick tillsammans barnen Sigrid Ehrenström (1680–1750) som var gift med guldsmeden Erik Bengtsson Starin och handlanden Påvel Björk, löjtnanten Olof Ehrenström (1684–1728), löjtnanten Carl Ehrenström och Helena Ehrenström som var gift med registratorn Jonas Anger.
Ehrenström gifte sig tredje gången 3 oktober 1689 i Stockholm med Catharina Cederholm. Hon var dotter till handlanden Casper Christoffersson och Elisabet Schmalense i Stockholm. De fick tillsammans barnen krigsfiskalen Gustaf Adolf Ehrenström (1691–1751), Catharina Elisabet Ehrenström (1692–1738) som var gift med handelsmannen Georg Arnodl Trolle, löjtnanten Casper Ehrenström, Maria Christina Ehrenström (död 1719) som var gift med professorn Peter Dahlerus, två barn (död 1702) och Vendela Ehrenström (död 1705). Efter Ehrenströms död gifte Cederholm om sig med landskamreraren Johan Leuchovius i Kalmar län.